# Cytidine diphosphate
La cytidine diphosphate, abrégée en CDP, est un nucléotide, ester d'acide pyrophosphorique et de cytidine, un nucléoside. La CDP est constituée d'un pyrophosphate, un résidu ribose et un résidu cytosine.